# Santa Olaja de Eslonza
Santa Olaja de Eslonza és una localitat espanyola pertanyent al municipi de Gradefes, a la província de Lleó, comunitat autònoma de Castella i Lleó. Es troba a 20 quilòmetres de la capital provincial, entre els rius Esla i Porma, a la vall d'Eslonza. Se la coneix per la zona de l'Abadia.

## Geografia

### Ubicació
| Nord-est: Castrillo del Porma | Nord: Villarratel                     | Nord-est: Valduvieco       |
| Oest: Villimer                | /wiki/Archivo:Rosa_de_los_vientos.svg | Est:San Miguel de Escalada |
| Sud-est Palazuelo de Eslonza  | Sud: Villarmún                        | Sud-est: Valle de Mansilla |

## Demografia
Evolució de la població
| Gràfica d'evolució demográfica de Santa Olaja de Eslonza entre 2000 i 2016 |
|                                                                            |

## Patrimoni

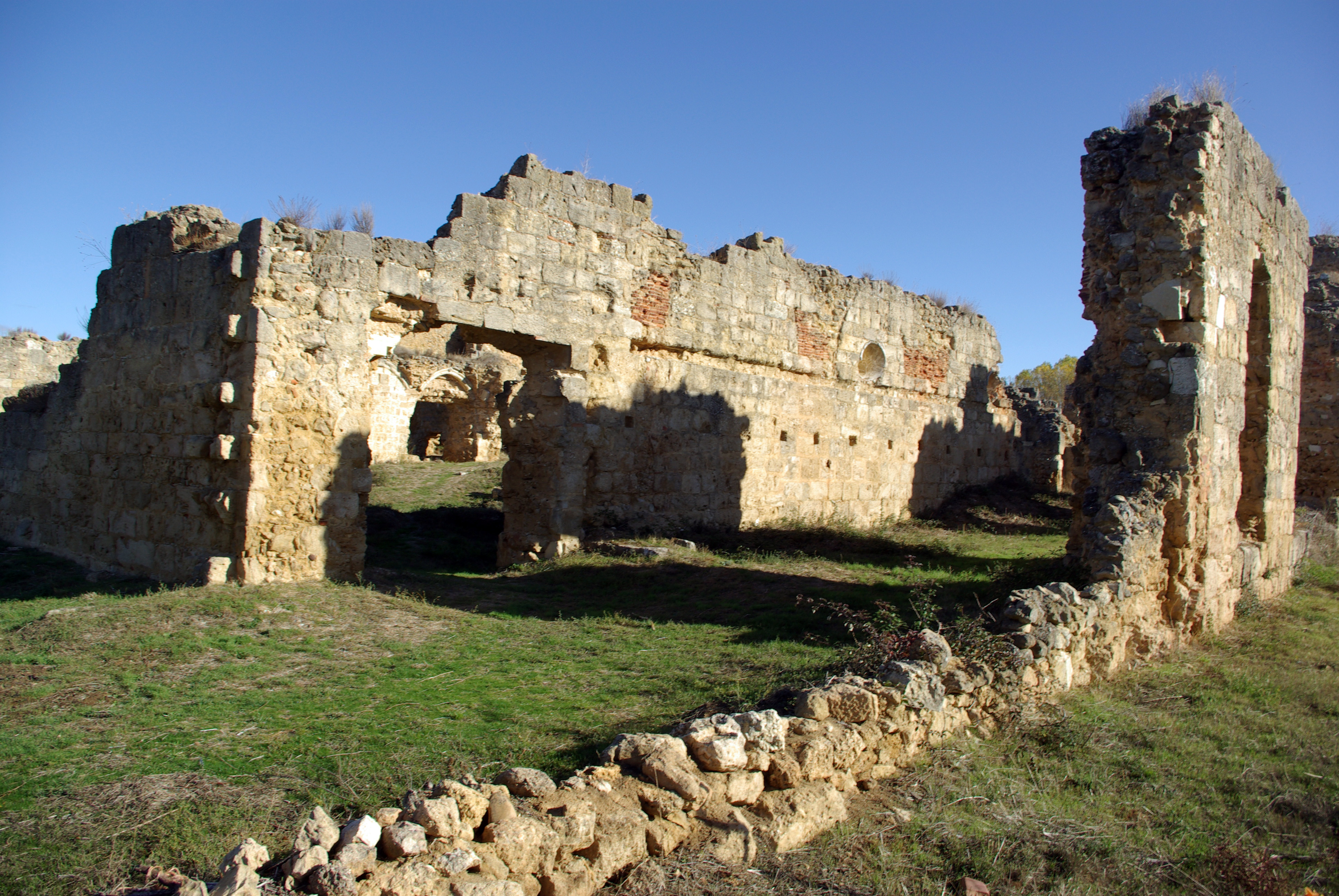
Monestir de Sant Pere de Eslonza

Està situat al Monestir de Sant Pere d'Eslonza, un antic cenobi benedictí situat en les rodalies de Santa Olaja d'Eslonza (a l'altre costat del riu Moro). Reduït avui a una completa ruïna, va ser en el seu moment el segon monestir més important de la província, després del de Sant Benet de Sahagún. En les seves rodalies es localitzen altres tres notables monestirs: Sant Miquel d'Escalada, Santa Maria de Gradefes i Santa Maria de Sandoval.

## Comunicacions
Per arribar des Lleó, s'haurà d'agafar la N-601, i en Pont Villarente prendre el desviament de Gradefes, el poble es troba en el km 9.

### Santa Eulalia
És la patrona del poble, aquesta festa se celebra el 10 de desembre amb missa solemne i un menjar de germanor amb els productes típics de la matança, la chanfaina feta amb les vísceres del porc, pebre-roig i sopes de pan hurmiento (pa de massa mare).

## Economia
L'estructura econòmica del municipi presenta una feble activitat industrial, amb una gran dependència de el sector serveis. El pes de l'agricultura i ramaderia va ser típicament el motor de la vila en els anys 50 i 60. Amb la industrialització de camp, es va produir l'èxode rural. El poble va arribar a tenir 300 habitants en els anys 50 i 60.

## Parcs i jardins
- Parc Infantil Santa Olaja d'Eslonza: el 5 d'agost de 2016 Amador Anar Coque, en qualitat d'Alcalde / President de l'Ajuntament de Gradefes, juntament amb el seu equip de govern, va inaugurar el parc infantil.

## Gastronomia

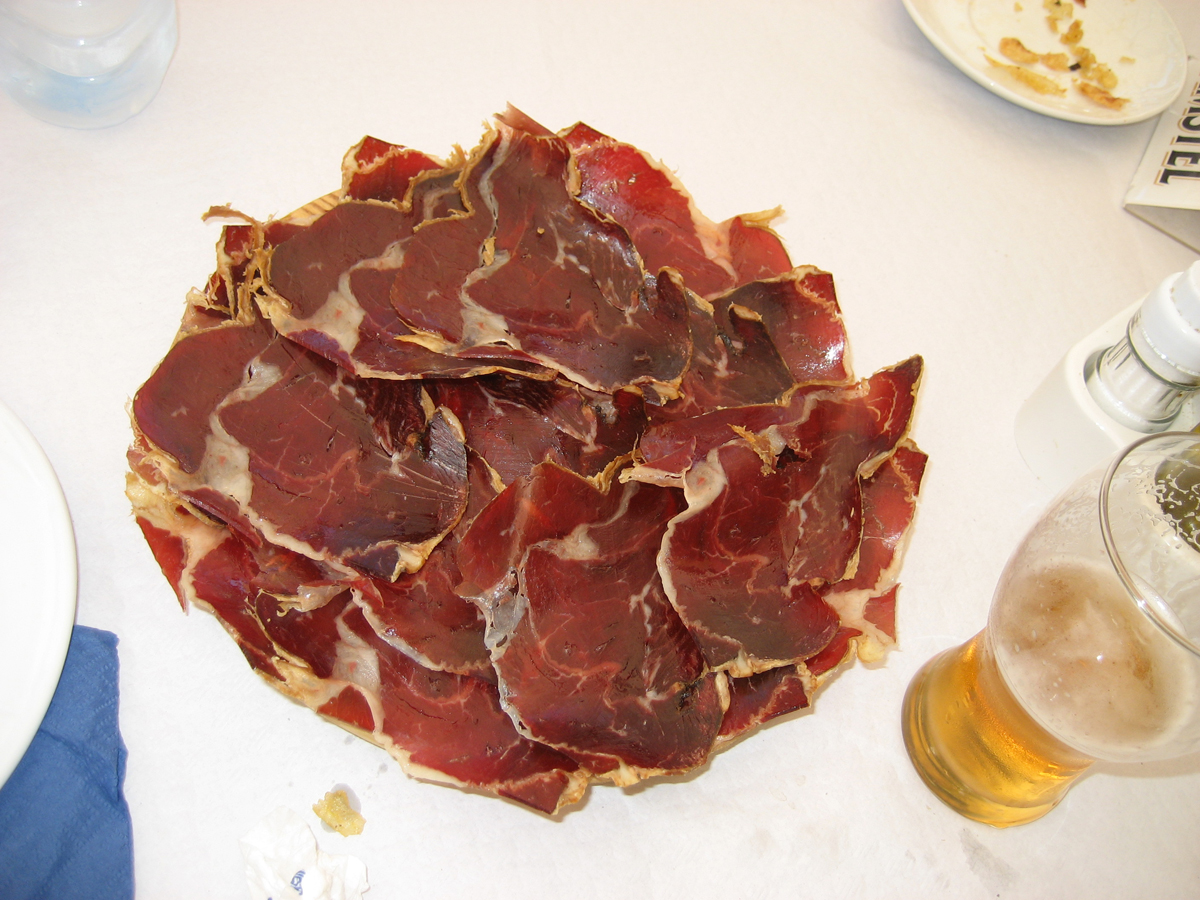
Plat de cecina de Lleó

La gastronomia a Santa Olaja d'Eslonza ofereix una gran varietat de plats i postres, estant lligada al camp i a la ramaderia de la zona. Malgrat la seva escassa població el municipi compta amb dos bars sent aquests els dos únics negocis del sector serveis de la vila.